# アルデバラン
アルデバラン (Aldebaran)、またはおうし座α星は、おうし座で最も明るい恒星で全天21の1等星の1つ。冬のダイヤモンドを形成する恒星の1つでもある。
惑星探査機パイオニア10号は現在、おおよそ、アルデバランの方向へ飛行を続けているが、アルデバランに最接近するのは約200万年後と考えられている。

## 観測の歴史
西暦509年の3月11日、ギリシアのアテネで、月によるアルデバランの星食（掩蔽）が観測された。1718年にイギリスの天文学者エドモンド・ハレーがその星食の記録を調べていると、アルデバランが数分、北に移動している事を発見した。よって、ハレーは恒星が長い年月をかけて移動していると結論付けた。これは固有運動と呼ばれ、後にシリウスとアークトゥルスでもそれが確認された。現在では、アルデバランは過去2000年間の間に、7分移動しており、これは満月の4分の1に相当することが分かっている。また、1年間に0.2秒角の速度で南南東に動いており、秒速54 kmで太陽系から遠ざかっていることが分かっている。
イギリスの天文学者ウィリアム・ハーシェルは、1782年にアルデバランから117秒離れた位置に11等の伴星らしき天体を発見した。また、1888年にシャーバーン・バーナムは31秒離れた位置にある14等級の恒星とアルデバランを二重星として観測した。後の固有運動の測定から、ハーシェルが発見した恒星は、アルデバランと重力的に結合していない、見かけ上の二重星だと判明した。しかし、バーナムが発見した恒星は、アルデバランとほぼ同じ固有運動である事が判明し、アルデバランとは真の連星である事が示唆された。
1864年に、イギリスのTulse丘にある民間天文台で働いていたウィリアム・ハギンズは、最初のアルデバランのスペクトルの観測を行った。その結果、鉄、ナトリウム、カルシウム、マグネシウムなどの9つの成分が検出された。1886年、ハーバード大学天文台で観測を行っていたエドワード・ピッカリングは、写真乾板を使って、アルデバランのスペクトルから、50本の吸収線を捉えた。この結果は、1890年に出版された天体カタログ『Draper Catalogue of Stellar Spectra』(後に出版されるヘンリー・ドレイパーカタログの前身に相当) の一部となった。1887年の時点で、スペクトルのドップラーシフトの大きさから恒星の視線速度を測定できるまでに撮影技術は進歩していた。これを用いて、ヘルマン・カール・フォーゲルとその助手J・シャイナーによってポツダム天体物理天文台で行われた観測より、アルデバランの後退速度が 48 km/s と推定された。
アルデバランの角直径は1921年にウィルソン山天文台のフッカー望遠鏡に備えられている干渉計を使って、初めて測定された。その角直径は0.0237秒で、それまでの推定値とほぼ一致していた。

## 特徴

アルデバランと太陽の比較

アルデバランは、スペクトル型K5III型に属する。これは、橙色に輝く巨大な恒星である事を示しており、すでに主系列星の段階を終えている。ヘルツシュプルング・ラッセル図（HR図）上でも、主系列の範囲から外れている。アルデバランが橙色をしているのは、核融合の燃料となる水素を使い果たして主系列星から赤色巨星に移行しているからであり、現在はヘリウムを核融合させている段階である。そのヘリウムが凝縮される事によって、外側の水素が外側に膨張しており、現在、アルデバランは太陽半径の44.2倍まで膨張している。この直径は約6,100万kmに相当する。
ヒッパルコス衛星によって測定された年周視差の値に基づくと、アルデバランまでの距離は約65.3光年(約20パーセク)となる。質量は、太陽質量の約50 %の誤差がある。光度は太陽光度の518倍にもなる変光星であり、肉眼で変光を確認するのは難しい。しかし、光電測光を用いなくても写真観測で僅かに変光するのが分かる。LB型の脈動変光星であり、0.75等から0.95等までわずかに明るさを変える。赤外線で観測したJバンドでの視等級は-2.1等で、これはベテルギウス(-2.9等)、かじき座R星(-2.6等)、アークトゥルス(-2.2等)に次いで明るい。

## 可視性

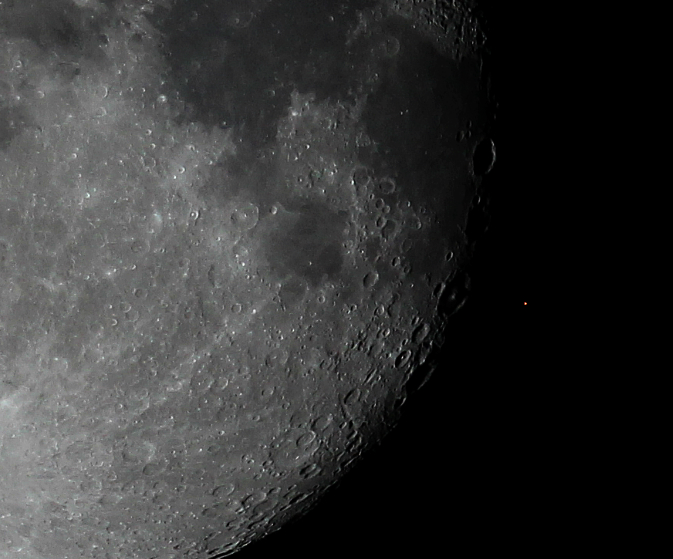
月によるアルデバランの星食

アルデバランは、夜空の中でも、見つけるのが最も簡単な恒星の1つである。オリオン座γ星からプレアデス星団の中間に位置する。オリオン座の真ん中に並んでいる3つの星を、東から西に結んで延長していくと、最初に突き当たる明るい星がアルデバランである。
地球から見ると、アルデバランのすぐ傍に散開星団のヒアデス星団が見える。双眼鏡でアルデバランを見ると、周囲にたくさんの星が輝いていて大変美しい。ヒアデス星団までの距離はアルデバランまでの倍以上の、約150光年とされているため、アルデバランはヒアデス星団のメンバーではなく、偶然重なっているように見えるだけだとされている。
黄道のすぐそばにあるため、毎年5月下旬から6月上旬には太陽がすぐそばを通り、この頃は地上からは全く観測することができない。同じように、惑星や月も頻繁にそばを通過する。時には月に隠されてしまう星食が起きることもある。1等星のなかで、月に隠されることがある恒星は、他にレグルス、スピカ、アンタレスがある。2015年1月29日から2018年9月3日までに49回、月による星食が起きる。北半球の中緯度地域では、12月上旬頃には、ほぼ一晩中アルデバランを観察することができる。また、春の夕方や、秋の明け方にも見えることができる。逆にオーストラリアや南アフリカでは、アルデバランの星食を観測する事は決して無い。アルデバランの直径は1978年9月22日の星食中に測定された。合は毎年6月1日である。

## 二重星
アルデバランの周りには、5つの恒星が発見されている。これらは、アルデバランを「おうし座α星A」として、便宜上のアルファベットでの名前がつけられている。これらのデータの一覧を下に記す。
| アルファベットでの名称 | 視等級 | 分離角  | 位置角 | 調査年 |
| ---------------------- | ------ | ------- | ------ | ------ |
| B                      | 13.60  | 31.60″  | 113°   | 2007   |
| C                      | 11.30  | 129.50″ | 32°    | 2011   |
| D                      | 13.70  | ?       | ?      | ?      |
| E                      | 12.00  | 36.10″  | 323°   | 2000   |
| F                      | 13.60  | 255.70″ | 121°   | 2000   |

いくつかの調査では、おうし座α星Bは、先述の通り、固有運動がアルデバランとほぼ一致しているため、物理的にも連星である可能性が高い。しかし、これらの恒星は、アルデバランが非常に明るいせいで、観測が困難である。観測結果にも誤差が大きく、アルデバランとの物理的関係を確立する事が出来ない。今のところ、Bや他の恒星が、アルデバランと物理的に関連している事は明確に示されていない。
CとDは連星を成しており、互いの恒星を公転しあっている。この連星は、アルデバランよりも遠くにあるヒアデス星団のメンバーである可能性があり、その場合、アルデバランとは全くの無関係になる。

## 惑星系

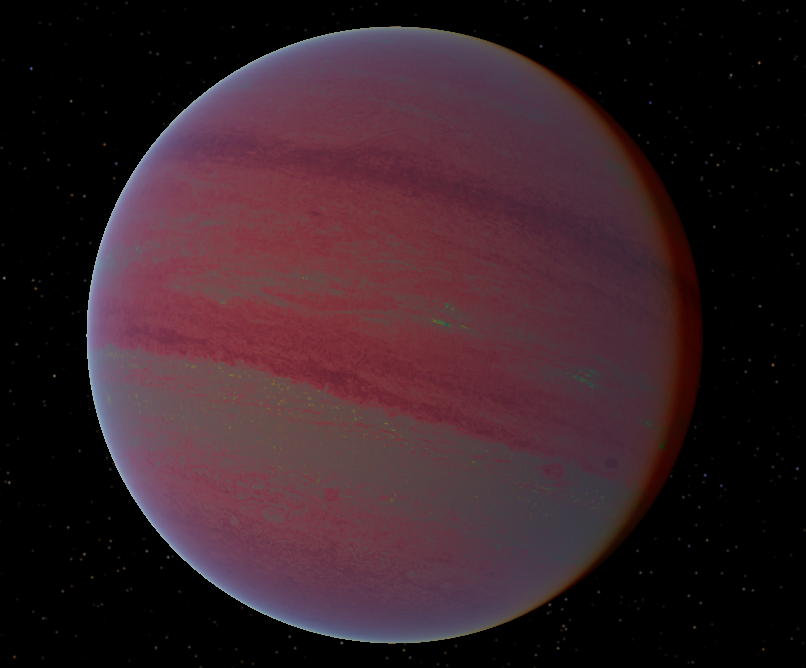
アルデバランbの想像図

1993年、アークトゥルスとポルックスと共に視線速度の観測が行われた。その結果アルデバランの視線速度の有意な変動が検出された。伴星が存在することによるケプラー運動が視線速度の変動の原因だと解釈した場合、アルデバランAから約 2 au (約3億 km) 離れた距離を643日で公転している、下限質量が木星の11.4倍の惑星か褐色矮星が存在する可能性があるとされた。調査した3つの恒星全てに、何かしらの天体が存在することを示唆する観測結果が得られた。ただしこの観測を報告した研究者らは、惑星か褐色矮星の低質量の天体が存在する可能性を否定はしなかったものの、視線速度の変動は恒星固有の、自転によるものか非動径方向の脈動によって引き起こされている可能性が高いと結論付けた。
その後の2015年の観測では、長周期で公転する惑星と恒星活動の両方の存在を示す兆候が存在することが報告された。ただし太陽系外惑星エンサイクロペディアではアルデバランbの発見報告は Controversial (論争中) となっており、発見が確定した系外惑星としては扱われていない。また2019年のさらなる視線速度の観測データを加えた再解析では、視線速度の変動は惑星の公転ではなく恒星自身の振動に由来するものである可能性が指摘され、アルデバランbの存在には否定的な結果も報告されている。またこの再解析では、2つ目の惑星 (アルデバランc) が存在する可能性を考慮した解析も行われた。この解析を行った著者らは、1つもしくは複数の惑星が存在する可能性は完全に否定はできないものの、恒星の対流に起因する振動である可能性が高いことを指摘している。なお2つの惑星が存在する場合、アルデバランcの公転周期は772.83日となる。
| 名称 （恒星に近い順） | 質量            | 軌道長半径 （天文単位） | 公転周期 (日) | 軌道離心率  | 軌道傾斜角 | 半径 |
| --------------------- | --------------- | ----------------------- | ------------- | ----------- | ---------- | ---- |
| b (未確認)            | ≥6.47 ± 0.53 MJ | 1.46 ± 0.27             | 628.96 ± 0.9  | 0.1 ± 0.05  | —          | —    |
| c (未確認)            | —               | —                       | 772.83 ± 4.34 | 0.09 ± 0.08 | —          | —    |

## 名称
学名は α Tauri（略称は α Tau）。これは「おうし座（Taurus）の α 星」という意味で、バイエル符号に基づく命名である。
アルデバランという名前は、アラビア語の「アッ=ダバラーン」 الدبران  DMG: ad-dabarān / ALA-LC: al-dabarān  に由来する。この言葉の本来の意味は確かではないが、アラビアでは伝統的に “プレイアデスの後を追う（後について行く［来る］、後に続く）もの” であると解釈されてきた。
2016年に国際天文学連合(IAU)は、恒星に関するワーキンググループ(WGSN)を組織した。2016年6月30日に、ワーキンググループは、Aldebaran をおうし座α星Aの固有名として正式に承認した。現在、アルデバランはワーキンググループが正式に承認した恒星の固有名の一覧にリストアップされている。

### さまざまな文明圏での名称
- ギリシャでは、プトレマイオスの『アルマゲスト』の恒星表にはアルデバランに当たる星（おうし座第14星）に固有の名前はないが[注 5]、同じくプトレマイオスの『テトラビブロス』には「ランパディアース」Λαμπαδίας Lampadíās （“たいまつを持つもの”）という呼び名が挙げられている[注 6]。

- ローマでは、ラテン語で「シードゥス・パリーリキウム」sīdus Palīlicium [注 7]（“パリーリア〔Palīlia, パレース神の祭〕の星”）、略して「パリーリキウム」という星名があり、これはヒュアデス星団を指したが[39][注 8]、特にアルデバランを指すこともあったのかも知れない[注 9][注 10]。

- アラビアでは、「アッ=ダバラーン」が、古くからある、最もよく知られた呼び名である。ただし、この名はアルデバランを指すとは限らず、ヒュアデス星団を指すこともあり[40]、月宿第4番の名前でもある[41]。

「アッ=ダバラーン」が “プレイアデスの後を追うもの” であるならば、それと同じ意味で、より分かりやすい別名がいくつかある。「ターリー・アン=ナジュム」  تالي النجم  tālī an-naǧm / tālī al-najm、 「タービア・アン=ナジュム 」 تابع النجم  tābiʿ an-naǧm / tābiʿ al-najm、略して「アッ=タービア」 التابع  at-tābiʿ /  al-tābiʿ  など。
似たような発想の「ハーディー・アン=ナジュム」 حادي النجم ḥādī an-naǧm / ḥādī al-najm （“〔ラクダを駆るように〕プレイアデスを駆るもの”）、略して「アル=ハーディー」( الحادي  al-ḥādī）という呼び名もある。
また、「アル=ファニーク」الفنيق al-fanīq（“立派な雄ラクダ”）とも呼ばれた 。周りの星々を“若い雌ラクダたち”（「アル=キラース」 القلاص al-qilāṣ）として対比させたものである。
さらに、「ミジュダハ」あるいは「ムジュダハ」 مجدح miǧdaḥ / mijdaḥ, muǧdaḥ / mujdaḥ （“雨をもたらすもの”） とも呼ばれた。
これらとは別に、プトレマイオス『アルマゲスト』での記述から、「アイン・アッ=サウル」  عين الثور ʿayn aṯ-ṯawr / ʿayn al-thawr （“牡牛の目”）とも呼ばれた。
これと似たもので、「カルブ・アッ=サウル」  قلب الثور qalb aṯ-ṯawr / qalb al-thawr （“牡牛の心臓”）という名もあった。ただし、これは本当の名前ではなく、「カルブ・アル=アサド」 قلب الأسد qalb al-asad （“ライオンの心臓”、レグルス）や「カルブ・アル=アクラブ」 قلب العقرب  qalb al-ʿaqrab （“さそりの心臓”、アンタレス）と混同したものらしい。
- ヨーロッパでは、「アッ=ダバラーン」というアラビアの名前が、12世紀の大翻訳活動[注 24]が始まる前に、10-11世紀のアストロラーブに関するいくつかの著作に現れている。その綴りは写本によってさまざまで[注 25]、Aldebaran という綴りが定着したのはバイアー（バイエル、Johann Bayer, 1572-1625）以後である[49][注 26]。

同じくアラビア由来であるが、ラテン語に翻訳された “牡牛の目”（「オクルス・タウリー」 Oculus Tauri） や “牡牛の心臓”（「コル・タウリー」Cor Tauri）もあった。
コペルニクスは、前述のように、ローマの人たちの呼び名として「パリーリキウム」に触れているだけで、「アルデバラン」などのアラビア起源の名は挙げていない。しかし、ケプラーでは「アルデバラン」と「パリーリキウム」が並記されている。
【その他の情報】

・ポルトガルでは、Olho de Touro と呼ばれていた。
・中世イングランドの詩人ジョン・ガワーは、アルデバランを  Aldeboran と記している。
- 中国では、畢宿の5番目の星であるから、畢宿五(Bìxiùwŭ)と呼ばれている。

- 日本では、後星（あとぼし）、統星の後星（すばるのあとぼし）、統星の尾の星などという、アラビア語と同じ発想の名前が見られる[52]。また、赤星という、色に着目した名前もある[1]。

### 神話
肉眼でも簡単に観測出来るアルデバランは古代、現代においても、様々な神話でモデルとなっている。
- メキシコ: メキシコ北西部に居住するセリ族では、この星は7人の子（プレアデス星団を指す）を産んだ母として崇められている。Hant Caalajc Ipápjö、Queeto、そして、Azoj Yeen oo Caapという3つの名称で呼ばれている[53]。

- アボリジニ文化: オーストラリアのニューサウスウェールズ州北西部に居住しているアボリジニでは、この星は、別の男の妻を盗んだ先祖、Karambal とされている。盗まれた妻の夫は、彼を追いかけ、彼が隠れていた木を燃やした。そして、彼は煙となり、空にアルデバランとなって輝いていると伝えられている[54]。